# Massospondylus carinatus
Il massospondilo (Massospondylus carinatus Owen, 1854) è stato un dinosauro erbivoro vissuto nel Triassico superiore e nel Giurassico inferiore, unica specie appartenente al genere Massospondylus.

## Il primo dinosauro africano
Il primo massospondilo, risalente al Triassico superiore, fu descritto in origine da Broom (1911) con il nome Aetonyx palustris. In seguito l'esemplare fu attribuito alla specie Massospondylus carinatus, già descritta da Owen (1854) su resti ritrovati in Sudafrica.
La maggior parte dei resti di massospondilo proviene da terreni del Giurassico inferiore (Hettangiano e Sinemuriano). Il massospondilo è stato uno dei primi dinosauri ad essere descritti, ed è stato il primo rinvenuto nel continente africano. L'abbondanza degli scheletri attribuiti a questo animale, poi, lo ha reso un dinosauro particolarmente ben conosciuto.

## Un tipico prosauropode
Il massospondilo è un tipico dinosauro prosauropode: corpo allungato e piuttosto pesante, collo lungo, testa piccola, zampe potenti e munite di artigli. L'andatura era per lo più quadrupede, ma non è impossibile che questo primitivo sauropodomorfo si spostasse anche a due zampe per brevi tratti, forse per sfuggire ai predatori. In realtà, il corpo particolarmente allungato deve avergli reso difficile questo tipo di locomozione. Tra i prosauropodi, il massospondilo era di dimensioni medie, dal momento che raggiungeva i cinque - sei metri di lunghezza. Era alto circa un metro e mezzo e aveva una coda lunga due metri e mezzo. Era probabilmente erbivoro, anche se si è speculato che alcuni prosauropodi potrebbero essere stati onnivori. La dentatura costituita da denti a forma di piolo confermerebbe una dieta erbivora.

## Cuccioli senza denti

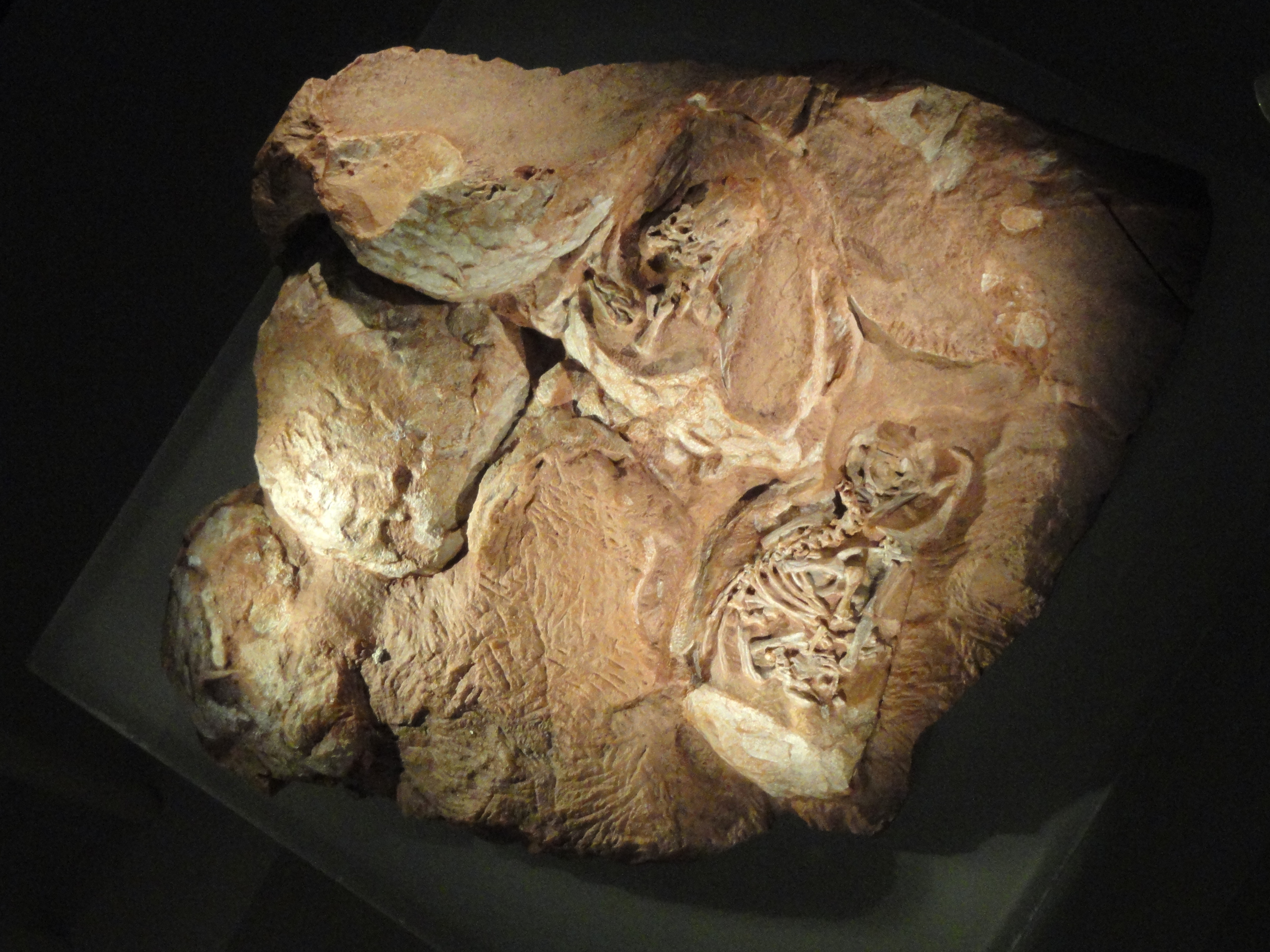
Nido fossile con uova e embrioni di Massospondylus.

Negli anni '70 furono trovate sei uova di Massospondylus, vecchie di oltre 190 milioni di anni, nel Golden Gate Highlands National Park in Sud Africa. I sei embrioni sono, a tutt'oggi, i più antichi embrioni di dinosauri mai trovati. 
Questi ritrovamenti mostrano le teste grandi e le enormi orbite circolari tipiche degli animali giovani, ma mostrano anche una tendenza spiccatamente quadrupede e la totale assenza di denti. Quest'ultima caratteristica suggerisce che i giovani massospondili, anche dopo un certo periodo dal momento in cui erano usciti dal guscio, venissero nutriti dagli adulti. La postura, invece, dimostrerebbe che i sauropodi abbiano trattenuto la quadrupedalità come caratteristica giovanile: è un dato di fatto che i sauropodomorfi basali allo stadio adulto potessero percorrere almeno brevi tratti in postura bipede. Altri caratteri giovanili dei sauropodi si ritroverebbero nelle ossa del cranio.

## Resti fossili
Il massospondilo è noto attraverso grandi quantità di materiale scheletrico proveniente dal Sudafrica, dal Lesotho e dallo Zimbabwe. Data l'abbondanza di resti, molti esemplari incompleti son stati descritti come specie (o più spesso generi) a parte: tra i più noti, un esemplare giovanile denominato Aristosaurus erectus e ossa sparse descritte come Hortalotarsus skirtopodus e Leptospondylus capensis. 

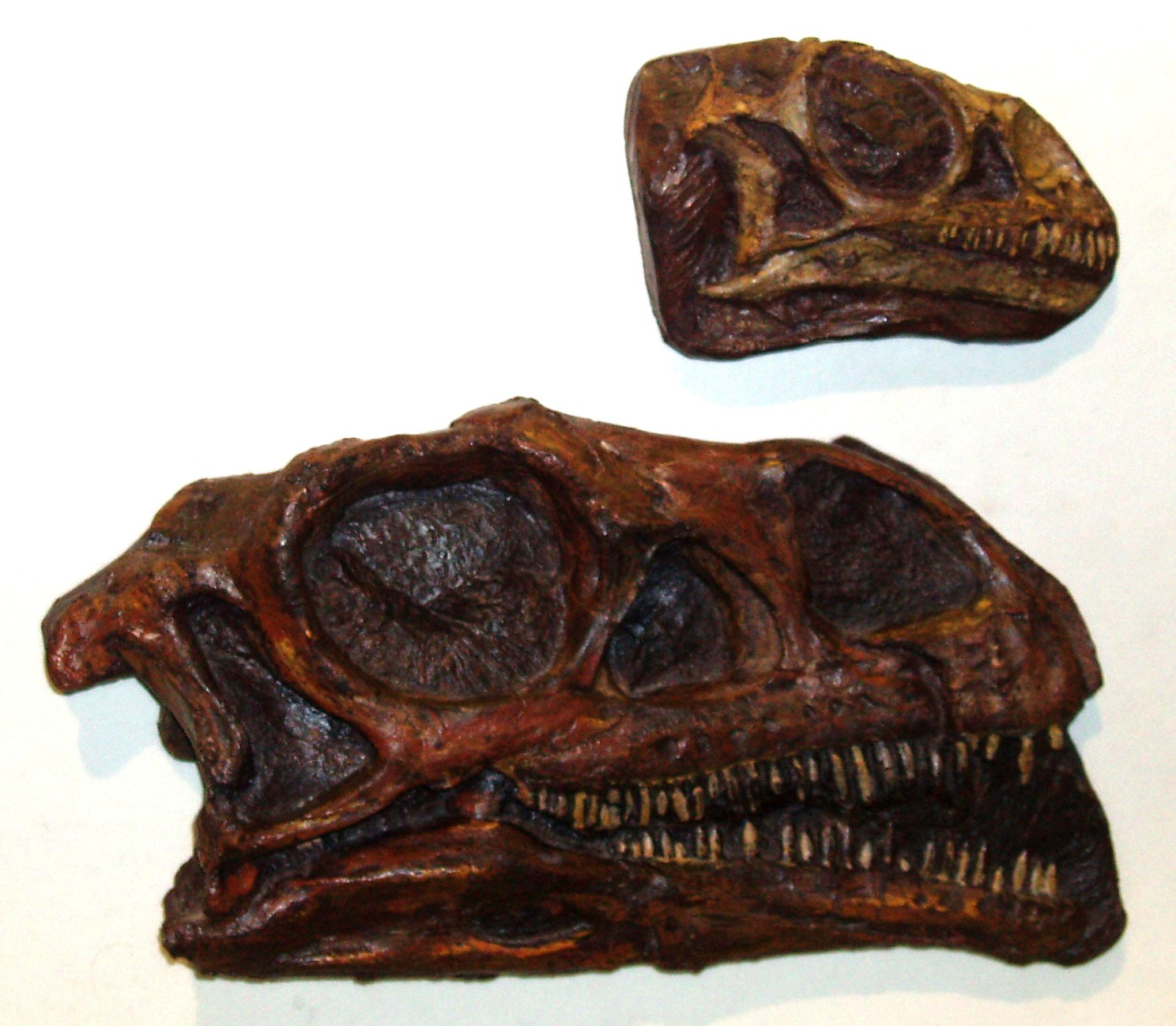
Crani di Massospondylus: esemplare giovane ed esemplare adulto.

Oltre agli esemplari africani, sono stati più volte attribuiti a questo genere anche alcuni resti provenienti variamente dal Sud America e dagli Stati Uniti. In particolare, un teschio ben conservato proveniente dalla formazione Kayenta dell'Arizona  (età Sinemuriano - Pliensbachiano) è stato descritto come appartenente a Massospondylus sp., ma recenti studi sul materiale africano hanno provato che il teschio non appartiene a un massospondilo ma a qualche prosauropode ancora sconosciuto. Allo stesso modo, materiale proveniente dalla Navajo Sandstone, precedentemente attribuito ad Ammosaurus (= Anchisaurus) e poi classificato come Massospondylus, potrebbe essere qualcos'altro. I teschi africani hanno infatti un carattere piuttosto distintivo: le orbite piuttosto grandi e un improvviso restringersi e alzarsi del muso proprio di fronte alla regione degli occhi.